# Pulau Ubur
Pulau Ubur är en ö i Indonesien.   Den ligger i provinsen Moluckerna, i den östra delen av landet, 2 900 km öster om huvudstaden Jakarta. Arean är 3,3 kvadratkilometer.
Terrängen på Pulau Ubur är mycket platt. Öns högsta punkt är 30 meter över havet. Den sträcker sig 2,4 kilometer i nord-sydlig riktning, och 2,2 kilometer i öst-västlig riktning.  Trakten runt Pulau Ubur består huvudsakligen av våtmarker.